# Eva
Eva je žensko osebno ime.

## Slovenske različice imena
Evi, Evica, Evita, Evelin, Evelina, Evelinda, Evka, Evika, Evelyn, Hava 

## Tujejezikovne različice
- angleško - Eve, Evelyn, ljubkovalno Evie
- nemško -  Eva, Evelin, Evelina, Eveline, ljubkovalno Evi
- francosko - Eve, Evette, Evelyne
- špansko - Evita, češko Eva, madžarsko Évaitalijansko Eva, dansko Eva, nizozemsko Eva
- švedsko - Eva, Ebba, poljsko Ewa, norveško Eva

## Izvor imena
Eva je svetopisemsko ime. Izhaja prek latinskega Eva in grškega Éua iz hebrejskega imena Havvah. To razlagajo kot »mati živeč«  in povezujejo z besedami hajjah»živeti«,
havva»življenje, telo« in haiia »živa, živahna«. Hebrejskemu imenu Havvah ustreza arabsko Hawwa, turško Havva in muslimansko Hava.
Po Genezi v Stari zavezi sta bila Adam in Eva prva človeka. Po islamski veri je Hava ime prve ženske na svetu in ustreza svetopisemskemu imenu Eva.
Eva je bila zaznamovana že pri krstu. V njeni fari je bilo kakor v mnogih drugih navada, da so se dajala nezakonskim otrokom nenavadna imena iz starega testamenta, da so se otroci tako že po imenu razlikovali od zakonskih, poštenih otrok. Tako je že samo ime (npr. David, Ezav, Suzana, Eva itd.) oznanjalo svetu, da so prišli na svet brez božjega in posvetnega dovoljenja, takorekoč v grehu.

## Osebni praznik
Po koledarju praznuje Eva god 24. decembra.

## Pogostost imena
Po podatkih Statističnega urada Republike Slovenije je bilo na dan 31. decembra 2007 Sloveniji 6.072 nosilk imena Eva. Ime Eva je bilo na ta dan po pogostosti uporabe na 43. mestu. Ostale oblike imena, ki so bile na ta dan še v uporabi: Evelina (180), Evica (60) in Evita (60).

## Zanimivosti
- S svetopisemsko Evo je povezano je povezanih več izrazov. Eva je sinonim za »ženska sploh, zapeljiva ženska«. Izraz Evine hčere pomeni »ženske«, Evini sinovi pa so »ljudje«. Stavek tudi ona je Evina hči pomeni »je navadna ženska z vsemi slabostmi«.
- Eva je tudi ime asteroida.

## Znane nosilke imena
- biblijska Eva - Eva Braun - Eva Peron - Eva Bergman - Eva Pigford - Eva Sršen - Eva Černe - Eva Boto - Eva Longyka - Eva Irgl - Eva Fučka